# Dinastia heracliana

Mapa do Império Bizantino em 626, no final da guerra contra o Império Sassânida.

A dinastia heracliana governou o Império Bizantino entre 610 e 711, um período marcado por importantes eventos que marcaram a história do império e da região. No período inicial, o império ainda era conhecido como "Império Romano do Oriente", dominava o Mediterrâneo e se orgulhava de sua próspera civilização urbana da Antiguidade Tardia. Sucessivas invasões destruíram esse cenário e resultaram em grandes perdas territoriais, colapso financeiro e epidemias que esvaziaram as cidades enquanto controvérsias religiosas e revoltas civis enfraqueciam ainda mais o império.
No final do período, um estado bem diferente emergiu: Bizâncio medieval, uma sociedade primordialmente agrária e dominada pelos militares ocupados por uma longa disputa com os novos inimigos muçulmanos do Califado. Porém, este novo estado era também muito mais homogêneo e estava agora reduzido às regiões centrais falantes do grego e fervorosamente calcedonianas, o que permitiu que o império sobrevivesse à tempestade e entrasse num período de estabilidade sob a dinastia isáurica.
A dinastia heracliana foi batizada em homenagem ao general Heráclio, o Jovem, que, em 610, navegou da capital do Exarcado da África, Cartago, para derrubar o usurpador Focas e ser coroado imperador. Na época, o império estava envolvido numa guerra contra o Império Sassânida que lhe custaria todas as províncias orientais.
Depois de uma longa e destrutiva disputa, Heráclio conseguiu derrotar os persas e restaurou as fronteiras do império, apenas para perdê-las novamente logo em seguida para a súbita expansão muçulmana. Seus sucessores tiveram que lutar muito para conter a maré árabe comandada por Maomé e seus seguidores. O Levante e a África foram perdidas e, entre 674-678, um enorme exército inimigo cercou Constantinopla.
Mesmo assim, o estado bizantino sobreviveu e a criação do sistema temático permitiu a defesa efetiva do coração dos territórios imperiais na Ásia Menor. Sob Justiniano II e Tibério III, a fronteira imperial no oriente se estabilizou, apesar das constantes incursões e raides de ambos os lados.
O final do século VII também assistiu aos primeiros conflitos contra os búlgaros e a fundação do estado búlgaro nas regiões antes controladas pelos bizantinos ao sul do Danúbio, uma rivalidade que seria a mais importante na região até o século XI.

## Contexto
Desde a queda do Império Romano do Ocidente, o Império Romano do Oriente continuava a ver a Europa Ocidental como um território imperial por direito. Porém, apenas Justiniano I tentou fazer valer essa reivindicação à força. Um sucesso temporário no ocidente custou a perda dos territórios orientais para os sassânidas, onde os bizantinos foram forçados a pagar tributos para evitar uma guerra prolongada.
Porém, depois da morte de Justiniano, a maior parte da recém-conquistada Itália foi perdida para os lombardos e logo os visigodos reduziram os territórios imperiais na Hispânia. Na mesma época, as guerras contra os persas não tinham um final em vista. Em 591, porém, a longa guerra terminou com num tratado favorável aos bizantinos, que conseguiram a região da Armênia. E assim, depois da morte do sucessor de Justiniano, Tibério II Constantino, Maurício tentou recuperar o prestígio do império.
Apesar das pequenas conquistas territoriais frente aos eslavos e aos ávaros em ferozes batalhas por toda a região do Danúbio, tanto o entusiasmo do exército quanto a fé no governo se abalaram consideravelmente. A insatisfação retornou às cidades bizantinas na forma de diferenças sociais e religiosas que se manifestaram nas facções Verde e Azul das corridas do Hipódromo  e que lutavam entre si nas ruas da capital. O golpe final contra o governo foi uma decisão de cortar o pagamento dos soldados por causa da crise financeira. O efeito combinado de uma revolta no exército comandada por oficial júnior chamado Focas com grandes distúrbios provocados pelos Verdes e Azuis forçaram Maurício a abdicar. O senado bizantino aprovou Focas como o novo imperador e Maurício, o último imperador da dinastia justiniana, foi assassinado juntamente com seus quatro filhos.
O rei persa Cosroes II se aproveitou da situação e atacou o império, publicamente para defender Maurício, que tinha ajudado-o no passado a recuperar seu trono. Focas já havia alienado seus aliados com sua forma repressiva de governo (introduzindo a tortura em grande escala) e os persas conseguiram capturar a Síria e a Mesopotâmia em 607. No ano seguinte, os persas estava acampados fora de Calcedônia, à vista da capital Constantinopla, enquanto a Anatólia era devastada por raides persas. Para piorar a situação, ávaros e eslavos atravessaram o Danúbio e marcharam para o sul, invadindo o território imperial a oeste.
Enquanto os persas avançavam em suas conquistas no oriente, Focas preferiu dividir seus súditos em vez de uni-los contra a ameaça persa. Talvez por interpretar suas derrotas como uma retribuição divina, Focas iniciou uma selvagem e sangrenta campanha para converter os judeus ao cristianismo. A perseguição e a alienação dos judeus, um povo que vivia na linha de fronte da guerra contra os persas, só ajudou a empurrá-los para o lado inimigo. Enquanto isso, uma série de desastres que caíram sobre o império levaram o imperador a um estado de paranoia - contudo, é importante notar que houve diversas tentativas de derrubá-lo e as execuções se sucediam. Entre os executados estava a antiga imperatriz Constantina e suas três filhas.

## Heráclio

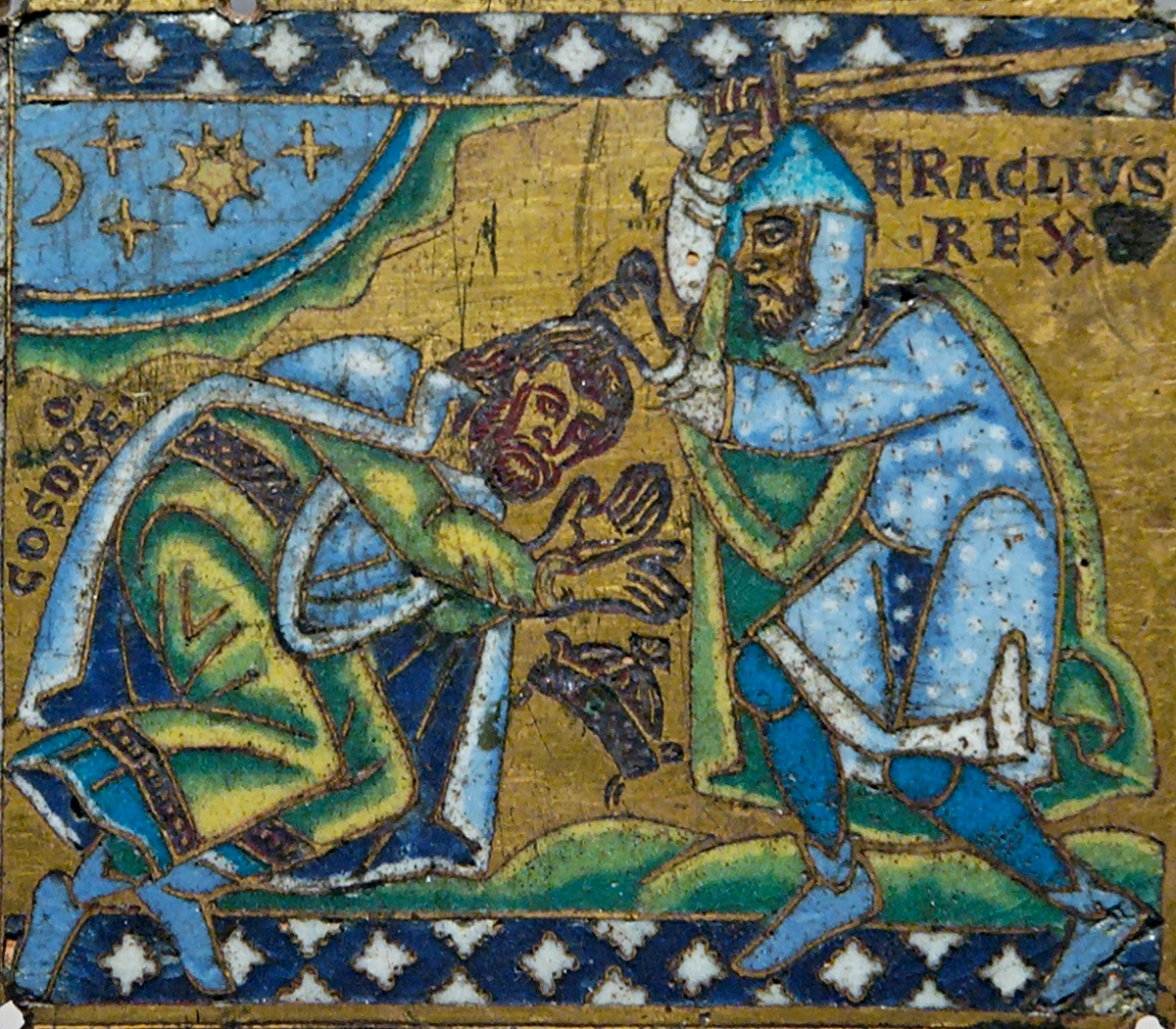
Heráclio subjugando Cosroes II.

### Focas deposto por Heráclio, o Jovem
Por causa da enorme crise que enfrentava o império, Heráclio, o Jovem, tentou tomar o poder de Focas numa tentativa de mudar os rumos do governo. Conforme o império seguia em direção à anarquia, o Exarcado de Cartago permaneceu relativamente fora do alcance da conquista persa. Distante da incompetente autoridade imperial da época, Heráclio, o Velho, o exarca de Cartago, juntamente com seu irmão Gregório, começou a juntar suas forças para tomar Constantinopla. Depois de interromper o suprimento de grãos para a capital a partir de seus territórios, Heráclio liderou um grande exército e uma frota em 608 para restaurar a ordem ao império. Heráclio deu o comando de seu exército ao filho de Gregório, Nicetas, e o comando da frota, ao seu filho, Heráclio, o Jovem. No final do ano, Nicetas levou parte da frota e suas forças para o Egito, tomando a cidade de Alexandria. Enquanto isso, Heráclio, o Jovem, seguiu para Salonica de onde, depois de receber tropas e suprimentos, embarcou para Constantinopla, onde chegou em 3 de outubro de 610. Depois de desembarcar sem enfrentar resistência, ele foi recebido pelos cidadãos da capital como um libertador.
O reinado de Focas terminou oficialmente com sua execução e a coroação de Heráclio pelo patriarca de Constantinopla dois dias depois, em 5 de outubro. Uma estátua do imperador deposto que estava no Hipódromo foi derrubada e incendiada juntamente com as cores dos Azuis, que apoiavam Focas.

### Fracassos iniciais
Depois de ser coroado e de se casar com sua esposa Fábia Eudócia numa suntuosa cerimônia, o imperador de 36 anos de idade iniciou seu governo. A primeira parte de seu reinado trouxe resultados similares aos do antecessor no que diz respeito às agitações nos Balcãs. Os ávaros e os eslavos ainda invadiam em grande quantidade pelo Adriático ocidental e também pelas regiões sul e leste do Egeu. A rapidez da invasão na Dalmácia lhes valeu a conquista de várias cidades bizantinas, entre elas Singiduno (Belgrado), Viminácio (Kostolac), Naísso (Niš), Sérdica (Sófia) e a destruição de Salona (Solin) em 614. Porém, todas as tentativas de conquistar Salonica falharam, o que permitiu aos bizantinos manter uma importante cidade (e base) na região.
Em 613, o exército bizantino sofreu uma fragorosa derrota em Antioquia, o que permitiu que os persas se movessem livre e rapidamente por toda a região. Esta invasão provocou a queda de cidades como Damasco e Tarso, além da região da Armênia. Mais grave, porém, foi a queda de Jerusalém, que foi cercada e capturada pelos persas em apenas três semanas. Várias igrejas da cidade (inclusive o Santo Sepulcro) foram queimadas e diversas relíquias, incluindo a Vera Cruz, a Lança do Destino e a Santa Esponja, foram levadas para Ctesifonte, a capital persa. Os persas acamparam perto de Calcedônia, cidade próxima da capital imperial, enquanto que a província da Síria era devastada.
Apesar dos esforços de Nicetas, o Egito também foi conquistado, resultado numa importante perda de mão-de-obra, suprimentos alimentícios e de receita. Porém, a situação não era inteiramente sem esperança. As muralhas de Constantinopla estavam tão poderosas e bem-defendidas quanto sempre estiveram e Heráclio tinha uma enorme frota, melhor treinada e armada que a de qualquer de seus oponentes "bárbaros" (especialmente os ávaros e os eslavos). Os persas não tinham navios no Bósforo e, por isso, não conseguiram cercar de modo efetivo a cidade.

### Contra-ataque bizantino

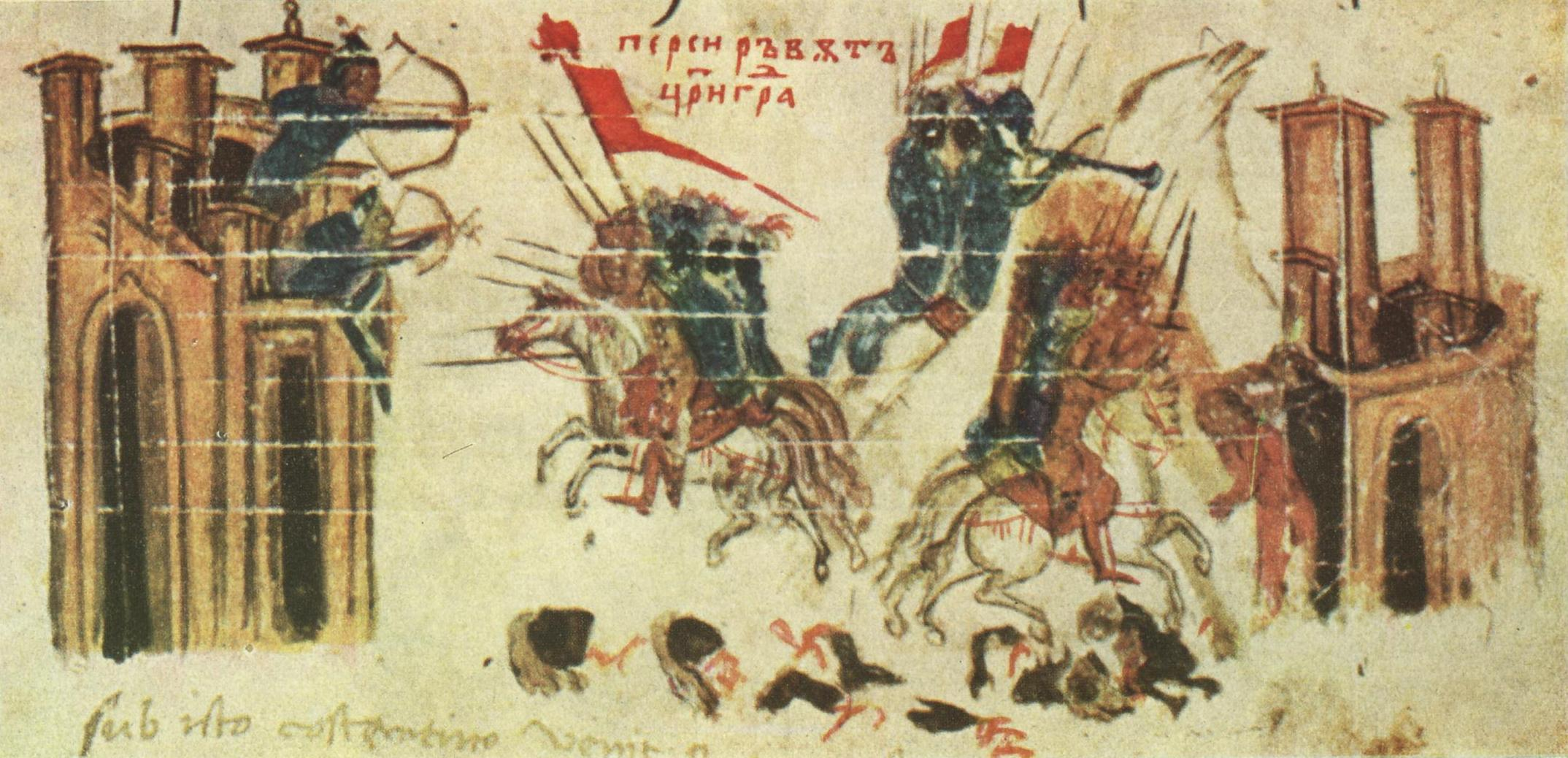
Ataque do imperador Heráclio contra um fortaleza persa durante o cerco a Constantinopla.
Iluminura na Crônica de Constantino Manasses.

Para se recuperar de uma aparente sequência de derrotas, Heráclio iniciou um plano de reconstrução de suas forças militares, financiando-as mediante multas aos acusados de corrupção, aumento de impostos, desvalorização da moeda para pagar mais soldados e através de empréstimos forçados. O patriarca de Constantinopla, Sérgio, colocou os recursos da Igreja nas mãos do estado, um surpreendente - e bem recebido - sacrifício. O objetivo de Heráclio era eliminar um de seus mais perigosos inimigos, o Império Sassânida. Os persas haviam conquistado grandes territórios na Anatólia, na Mesopotâmia, no Levante e no Norte da África, mas ainda precisavam consolidar suas conquistas. Heráclio decidiu negociar uma paz com os ávaros e os eslavos pagando-lhes um grande tributo para poder remanejar seus exércitos da Europa para a Ásia com o objetivo de lançar uma contra-ofensiva. Na primavera de 622, com seus oponentes ainda próximos de Calcedônia, Heráclio resolveu dar-lhes combate. Ele embarcou seu recém-criado exército e navegou pela costa jônica e desembarcou em Isso, no mesmo local onde Alexandre, o Grande, havia derrotado decisivamente os persas mil anos antes. Ali, Heráclio supervisionou o extenso treinamento de suas tropas. No outono do mesmo ano, ele marchou para o norte e encontrou os persas nas terras altas da Capadócia. Apesar de não ter experiência alguma liderando um exército em combate, o imperador bizantino derrotou as forças inimigas do experiente general persa Sarbaro, aumentando o moral de suas tropas e recuperando um enorme território.
No início de 623, Heráclio liderou suas forças pela Armênia até a região onde hoje está o Azerbaijão. Ao marchar pela região, os bizantinos forçaram os persas a saírem de suas posições na Ásia Menor para seguir Heráclio "como um cachorro numa coleira". Foi na Armênia que o exército bizantino uma vez mais venceu Sarbaro. Porém, eventos na capital imperial forçaram a volta de Heráclio e de seu exército, uma vez que o cã ávaro estava ameaçando a cidade. Heráclio foi forçado a aumentar o tributo pago aos ávaros, chegando ao ponto de enviar reféns ao cã para assegurar a paz. Esta trégua novamente assegurou a segurança da retaguarda bizantina e permitiu que o imperador voltasse a atacar os persas em 623, quando o rei persa, Cosroes II, desprezando a trégua, se tornou cada vez mais beligerante. A caminho da Pérsia, o exército bizantino saqueou e pilhou, destruindo inclusive o palácio persa em Ganzaca. Incendiando várias cidades adversárias, Heráclio tomou a decisão arriscada de liderar suas tropas até o interior do território inimigo, avançando até Ctesifonte, a capital persa. Porém, Sarbaro começou a interromper as linhas de suprimento de Heráclio, forçando o imperador a recuar para a margem ocidental do mar Cáspio. Lá, sua segunda esposa e sobrinha, Martina, deu à luz de forma segura a uma criança, embora muitos considerassem a relação incestuosa.
Em 624, Heráclio liderou outra campanha na região do lago de Vã. Porém, a vitória que ele buscava não viria até início do ano seguinte. Liderando seu exército através do Ararate em direção ao rio Arsânias por uns 320 quilômetros com o objetivo de capturar Martirópolis e Amida, Heráclio finalmente encontrou um exército persa ao norte da cidade de Adana ao final de outra marcha de pouco mais de 110 quilômetros pela região da Mesopotâmia. Inicialmente, a batalha correu bem para os persas, pois eles conseguiram destruir a vanguarda dos bizantinos. Porém, Heráclio tomou a iniciativa ao lançar cargas aparentemente suicidas através do Eufrates, virando a batalha. Nem mesmo Sarbaro negou a bravura do imperador:

Veja seu imperador! Ele não teme estas flechas e lanças mais do que temeria uma bigorna!— Sarbaro

### Cerco de Constantinopla
A vitória foi bizantina e agora a guerra estava equilibrada, porém, a ameaça persa não diminuiu. O já esperado ataque à capital bizantina estava finalmente começando a se materializar - os ávaros começaram a movimentar suas armas de cerco para Constantinopla (o cerco começou em 29 de junho de 626) enquanto Sarbaro recebeu ordens de Cosroes II para enviar um exército até Calcedônia para se unir aos ávaros. O xá persa começou então a alistar todos os homens capazes para formar um novo exército, que chegou a ter 50 000 homens. Heráclio, ao que parece, estava não apenas sendo enganado, mas enganado por diversos grandes exércitos. Porém, o imperador tentou conter os persas utilizando a mesma estratégia que eles: ele dividiu suas forças em três contingentes distintos. Um exército ficou para defender a capital, enquanto outro, sob o comando do irmão do imperador, Teodoro, enfrentaria os 50 000 conscritos - que eram liderados pelo general persa Saíno - na Mesopotâmia. Enquanto isso, o terceiro, liderado pelo próprio Heráclio, marcharia através da Armênia e do Cáucaso para invadir a Pérsia, que ele acreditava estar agora desprotegida por causa do alistamento de Cosroes. Heráclio esperava conseguir chegar facilmente ao coração do território inimigo.
O contingente de Teodoro se deu bem contra Saíno na Mesopotâmia, infligindo uma fragorosa derrota aos persas. Durante a batalha de Constantinopla, a cidade foi bem defendida por uma força de 12 mil cavaleiros (provavelmente desmontados) apoiados por toda a população da cidade. Foram fundamentais os esforços do patriarca Sérgio para elevar o espírito da população, que reagiu com um fervor religioso e patriótico contra os inimigos. Quando a frota bizantina aniquilou as frotas persa e ávara em duas emboscadas, os atacantes aparente recuaram em pânico. E, quando as notícias da vitória de Teodoro chegaram, a conclusão dos persas foi de que os bizantinos estavam de fato sob a proteção do Deus cristão romano.

### Resultado final

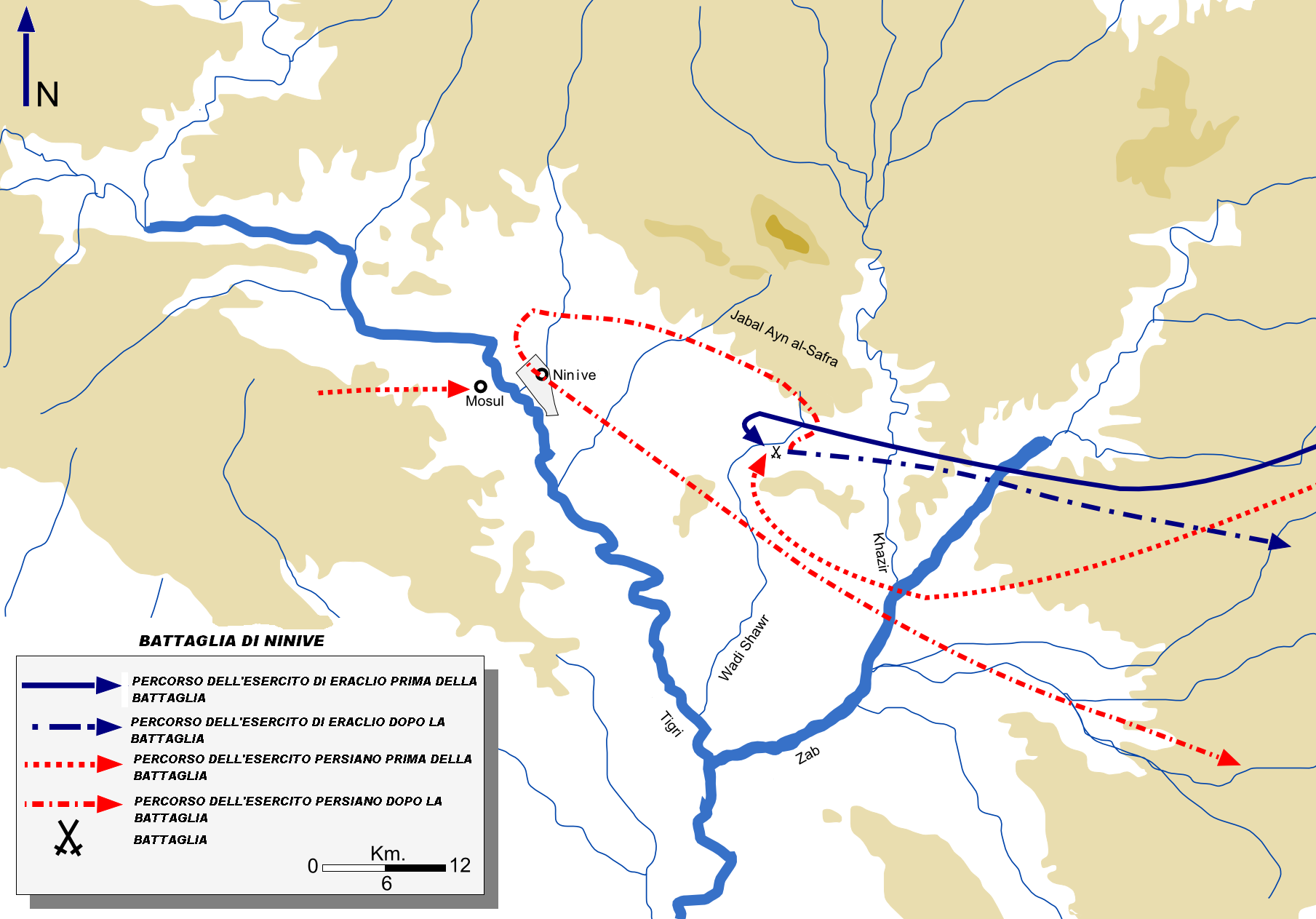
Diagrama da Batalha de Nínive.

Para Heráclio, 626 foi um ano de pouca ação - parece que numa tentativa de reforçar suas forças, ele prometeu a mão de sua filha Epifânia ao cã dos Grão-Canato Turco Ocidental, Ziebel. Impressionado pela oferta, o cã juntou um exército de 40 000 homens ao bizantino. Para o alívio da noiva, o cã morreu apenas dois anos depois em 628. Mesmo assim, o Império Bizantino fez bom uso das tropas quando Heráclio marchou para a Mesopotâmia no ano seguinte. Seu objetivo era claro: destruir o exército persa e marchar para Ctesifonte. Seu exército avançou cautelosamente por terreno difícil, pois Heráclio sabia que havia uma força persa nas proximidades e uma emboscada era uma possibilidade. Enquanto isso, Razates, o novo comandante persa, evitava o combate até que seu exército estivesse pronto para um combate cerrado.
Depois de passar grande parte de 627 na Mesopotâmia, Heráclio finalmente encontrou o exército persa perto das ruínas da cidade de Nínive e, por onze horas, persas e bizantinos combateram sem intervalo. No auge da batalha, Razates desafiou publicamente o imperador Heráclio e os dois se enfrentaram em combate singular. Apesar de ferido, Heráclio conseguiu decapitar o general persa e, quando o sol se pôs, os persas haviam sido derrotados e ambos os exércitos se recolheram.
Heráclio foi até o Grande Palácio de Dastaguirde apenas para descobrir que Cosroes II fugira. Num ataque de fúria, o imperador ordenou que tudo fosse incendiado. Ele logo descobriu o xá persa não mais comandava seus súditos - a população da capital persa, Ctesifonte, se recusou a obedecer as ordens de defender a capital. Heráclio esperou uma semana ou duas antes de voltar para casa. O filho de Cosroes, Siroes, tomou o poder assumindo o nome de Cavades II e mandou assassinar o pai a flechadas. Posteriormente, o tratado de paz assinado entre as duas forças, favorável aos bizantinos, devolveu às fronteiras ao status quo ante bellum. Como benefício adicional, todos os cativos cristãos e as relíquias capturadas nas campanhas persas foram devolvidos. Assim, tendo a Vera Cruz à frente, Heráclio entrou triunfantemente na capital em 14 de setembro de 628. Liderando uma procissão que incluía quatro elefantes, a Vera Cruz foi colocada no altar de Santa Sofia.
Nesta época, a sensação geral da população bizantina era de que o imperador lideraria o império para uma nova era de glórias. Porém, todas as conquistas de Heráclio seriam desfeitas quando, em 633, as guerras bizantino-árabes começaram.

### Declínio
A ameaça dos árabes (originários da região da Arábia foi desprezada pelos persas e bizantinos por diversas razões - as mais importantes delas eram a guerra que travavam entre si e a falta de comunicação atravessando a larga faixa de deserto que isolava os árabes. Ainda assim, alguns esforços foram feitos, por vezes de forma conjunta, pelas duas potências para conter o avanço árabe.
Em 8 de junho de 632, o profeta islâmico Maomé morreu numa febre. Porém, a religião que ele deixou como legado mudaria para sempre o Oriente Médio. No ano seguinte, os exércitos do islã saíram da Arábia com o objetivo de espalhar as palavras do profeta, à força se preciso fosse. Em 634, os árabes derrotaram uma força bizantina que defendia a Síria e tomaram Damasco, mas a chegada de um outro grande exército bizantino a Antioquia (com 80 000 soldados) forçou os árabes a se retirarem. Os bizantinos avançaram em maio de 636, mas, em 20 de agosto, uma tempestade de areia os pegou de surpresa e os árabes, se aproveitando da situação, atacaram e aniquilaram a força bizantina:

A batalha travada em Jarmuque foi do tipo mais duro e sangrento... os gregos e seus seguidores se amarraram uns aos outros com correntes para que ninguém pudesse fugir. Com a ajuda de Alá, uns 70 000 deles foram mortos e o resto fugiu...— Al-Baladhuri
Jerusalém se rendeu em 637 depois de uma feroz resistência; em 638, o califa ortodoxo Omar entrou na cidade. Heráclio conseguiu salvar novamente a Vera Cruz enquanto a cidade estava cercada, mas, com a idade, estava se tornando cada vez mais instável. Ele, que havia sido o comandante da frota do pai, desenvolveu uma fobia do mar e se recusou a cruzar o Bósforo para chegar à capital. Apenas quando diversos barcos foram amarrados por toda a largura do estreito e arbustos foram colocados dos lados para esconder a água, o imperador cavalgou "como se fosse por terra", como contam os historiadores da época.
As invasões árabes e a perda dos territórios não foram os únicos problemas que atormentavam o imperador. Havia rumores de que seu casamento com sua sobrinha - considerado incestuoso - havia causado a fúria de Deus - dos nove filhos que teve, quatro morreram na infância, um tinha o pescoço torto e outro era surdo e tinha problemas mentais. Além disso, parece que o império não considerava os árabes sequer uma ameaça. As controvérsias religiosas novamente emergiram quando o patriarca Sérgio propôs o monotelismo como uma solução de compromisso entre os cristãos calcedonianos e os monofisistas. Heráclio, desejando a união entre seus súditos, concordou com a proposta, mas ela acabou sendo criticada pelos dois lados do debate sobre a natureza de Cristo. Quando Sofrônio foi eleito patriarca de Jerusalém, o império começou novamente a se dividir. Para alguns, a promessa de liberdade religiosa pregada pelos árabes parecia preferível às propostas blasfemas e politicamente motivadas do imperador. Em seu leito de morte em 11 de fevereiro de 641, Heráclio confessou que havia mentido e que apoiara o monotelismo relutantemente. Aparentemente, a unidade era de fato tudo o que ele queria.
Antes de sua morte, Heráclio foi persuadido por sua esposa Martina a coroar o filho dela Heraclonas como co-herdeiro do trono juntamente com Constantino III, o filho do imperador com sua primeira esposa Fábia Eudócia. Ao fazê-lo, ele ignorou as numerosas pessoas que viam na imperatriz o motivo das recentes desgraças que recaíram sobre os bizantinos. Contudo, a ambição de Martina asseguraria que o império continuaria seu caminho em direção à catástrofe.

### Governo de Heráclio
No início, Heráclio se mostrou um excelente imperador - reorganização do império em temas permitiu que os bizantinos extraíssem tanto quanto possível de cada região para reforçar seu potencial militar. Este reforço se mostrou essencial depois de 650, quando o Califado Ortodoxo estava numa situação muito melhor e era mais poderoso que os bizantinos. Heráclio também completou a helenização do império tornando o grego a língua oficial - o latim ficou cada vez mais restrito às classes mais altas e educadas. Como o império perdeu suas colônias mais distantes, o número de falantes do grego aumentou e não era mais vantajoso falar o latim. Heráclio abandonou as palavras imperador, augusto e outros títulos imperiais em favor da palavra basileu, grego para "rei". Foi talvez esta transformação que resultou nas moedas que traziam o moto "Rei dos reis, Governante do governantes", um título quase sem sentido para o período pós-640 dada a pouca quantidade de territórios governada pelo imperador.
Se tivesse vivido apenas até 629, Heráclio seria lembrado pelo seu sistema temático e por sua espetacular vitória na última guerra persa, na qual escapou da derrota para o sucesso. Porém, sua longa vida acabou fazendo com que ele fosse lembrado por suas controvérsias religiosas, seus fracassos contra os árabes e seu casamento incestuoso com sua sobrinha, que muitos acreditam ter provocado a ira de Deus contra todo o império.
Depois da morte, o cadáver do imperador permaneceu insepulto por três dias, guardado por seus soldados até o enterro na Igreja dos Santos Apóstolos num sarcófago de ônix branco ao lado do fundador de seu império, Constantino I.

#### Sistema temático

Temas do Império Bizantino c. 750

O exército imperial que Heráclio trabalhou tanto para melhorar foi no final reorganizado na Ásia Menor em quatro temas ("distritos militares"), no que se conhece hoje como "sistema temático", originalmente creditado por bizantinistas como George Ostrogorsky a Heráclio. Ele fornece Teófanes, o Confessor, como fonte, citando a expressão "o distrito dos temas" no ano de 622, mostrando que o sistema começou a ser criado nesta época. Porém, algumas evidências apresentadas por historiadores modernos levantam a possibilidade de que o sistema tenha sido criado por Constante e outros aventam ainda a possibilidade de Heráclio tê-lo feito no final da década de 630 na Cilícia. Em todo caso, o debate sobre exatamente quando o sistema dos temas foi criado continua.
As regiões administrativas criadas pelo sistema eram governadas por um estratego, um governador militar, O objetivo destes temas era maximizar o potencial militar de cada região - muitos homens capazes e suas famílias foram assentados nestes quatro temas e receberam terras para cultivar. Em troca, eles deveriam prover o império com soldados capazes e assim começou a tradição dos exércitos temáticos do Império Bizantino, que se mostrariam muito confiáveis (ainda que não imbatíveis) nos séculos seguintes. De qualquer maneira, um exército nativo e bem treinado, leal ao estado, serviria muito melhor ao império do que os muito mais indisciplinados mercenários, cuja lealdade ao dinheiro podia ser manipulada ou mesmo virada contra o estado, como demonstrou a queda do Império Romano do Ocidente.

## Constante II

### Heraclonas e Constantino III
A inabilidade de Heráclio de governar quando sua morte se aproximava atrapalhou muito o império. Depois da morte do imperador em 641, a ex-imperatriz Martina declarou seu filho Heraclonas e Constantino III co-imperadores do Império Bizantino. Porém, a população de Constantinopla se recusou a aceitar a proclamação e, assim, quando Constantino III morreu entre 24 e 26 de maio de 641 (que muitos acreditavam ter sido morto por Martina), Heraclonas e a mãe foram depostos no verão seguinte. O nariz dele foi cortado e a língua dela, arrancada (as deformações garantiam que eles jamais pudessem novamente reivindicar os títulos imperiais). Porém, suspeitos de terem comitido um regicídio, o exílio dos dois para a ilha de Rodes foi visto como uma punição leve.
Com Constantino morto, a população de Constantinopla se voltou para o filho de 11 anos dele (também conhecido como Heráclio), que foi coroado como imperador bizantino e mudou seu nome para Constante, tornando-se assim Constante II.

### Guerras contra os árabes
Constante II herdou do avô a guerra contra os árabes, que estavam empenhados em conquistar o Império Bizantino e em espalhar a palavra do profeta Maomé. Ao ascender, ele teve pouco tempo para preparar uma defesa adequada do Egito - e quando a província caiu, em 642, Constante II pouco pôde fazer.
A perda do Egito e do Levante foram catastróficas, pois levaram consigo a mão-de-obra da região e as colheitas de grãos do Egito. A escassez de alimentos agora se juntou à lista de problemas que afligiam o imperador. Para piorar a situação, os exércitos árabes não davam trégua - em 647, o Exarcado de Cartago foi decisivamente derrotado - outra custosa derrota, pois a África era, depois do Egito, a principal fonte de alimentos do império. A lista de derrotas continuou a crescer quando, em 644, os árabes começaram a construir uma poderosa frota para desafiar o predomínio marítimo greco-romano que já durava séculos. Em 657, os árabes atacaram pelo mar a ilha de Chipre - a ilha tinha uma pequena guarnição e os árabes conseguiram saquear a principal cidade da região, Salamina, destruindo o porto e devastando a zona rural. Em 654, a frota muçulmana avançou sem enfrentar resistência até Rodes. Depois que a ilha também caiu, Constante II sofreu ainda uma outra humilhante derrota na Batalha dos Mastros, quando ele enviou a frota bizantina para combater os árabes na costa da Lícia. Durante a batalha, Constante II, temendo a possibilidade de ser capturado, trocou de roupas com outro homem para conseguir escapar sem ser identificado. Embora tenha conseguido, a experiência foi embaraçosa para aquele que se auto-denominava o "Rei dos reis".

#### Respiro
Neste ponto, os árabes pareciam invencíveis aos olhos dos bizantinos e, assim, só poderiam ser atrasados por suas próprias ações. Felizmente para o Império Bizantino, os árabes começaram a brigar entre si. O califa Otomão foi assassinado em Medina e, como resultado, Ali, o genro do profeta Maomé, foi eleito como seu sucessor. Porém, Moáuia I, o governador na Síria e almirante da frota árabe, foi proclamado califa também na Síria. A guerra civil só terminou em 661 quando Ali foi assassinado e o Califado Omíada foi fundado.

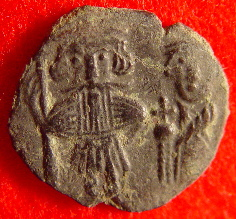
Constante II e seu filho Constantino IV

### Controvérsias religiosas
Era claro que o Império Bizantino não tinha chance alguma de defender-se de seus inimigos enquanto seus bispos se engalfinhavam em debates teológicos, dividindo o império. Constante II percebeu a situação e parece ter perdido a paciência. Em 648, com apenas 18 anos, Constante publicou um édito proibindo qualquer cidadão de se engajar na controvérsia entre os calcedonianos e monotelitas sob pena de banimento logo depois da excomunhão do patriarca de Constantinopla Pirro I pelo papa Teodoro I. Quando o sucessor de Teodoro, Martinho, novamente começou a jogar lenha na fogueira ao convocar um concílio para condenar o monotelismo em outubro de 648, ele foi preso, levado para Constantinopla e tratado como um criminoso comum. Na prisão, diz-se que sofreu tamanhos maus tratos que "havia sangue no chão". Finalmente, depois de ser acusado de traição e regicídio, ele foi banido para a Crimeia.

### Ocidente
Constante II decidiu virar sua atenção para o ocidente na esperança de conseguir remediar a situação. Enquanto os sarracenos estavam se assentando nos antigos territórios bizantinos, os ávaros e os búlgaros ainda permaneciam ao logo do rio Danúbio, assim como os eslavos, cujos pagamentos anuais ao império começaram a falhar. Constante II então decidiu mudar sua capital para Siracusa, na Sicília em 662. Alguns dizem que ele fez isso para escapar das horríveis visões que ele tinha sobre o irmão que assassinara dois anos antes. Sua estadia na Itália e na Sicília não agradou à população local e tudo o que havia de valor em Roma foi confiscado para ajudar o exército bizantino - até mesmo o cobre que recobria o teto dos edifícios. Muitos se alegraram quando Constante foi assassinado no banho por um escravo grego em 15 de setembro de 668.
Constante II deixou o império em situação pior do que a que havia recebido. As guerras bizantino-árabes estavam cada vez mais desequilibradas (para os árabes) e os imensos recursos à disposição do Califado significavam que qualquer ideia de reconquista não passava de sonho - ainda mais enquanto grassava a desunião entre os camponeses e os bispos por causa das controvérsias religiosas.

## Constantino IV
O novo imperador, Constantino IV, se mostraria muito mais sábio e hábil que Constante, apesar de seu constante ciúme dos irmãos Heráclio e Tibério, que acabariam depostos e mutilados em 681.

### Cerco de Constantinopla
As guerras contra os árabes continuaram sem interrupção. Antes de se tornar imperador, Constantino era o administrador das propriedades do pai na região oriental do império, que diminuía à cada dia por causa das conquistas árabes ao longo da costa da Jônia. Finalmente, em 672, o califa omíada Moáuia I capturou a península de Cízico, a apenas 80 quilômetros da capital. A capital estava sob ameaça e havia poucas chances de defendê-la, uma situação tão deprimente quanto familiar. Os árabes trouxeram suas pesadas armas de cerco e cercaram a cidade em 674. Apesar disso, Constantinopla se mostrou demais para eles: onde antes a desunião, a pura falta de sorte ou a habilidade e zelo haviam dado a vitória aos muçulmanos, agora ela pertencia aos defensores que, armados com o fogo grego, conseguiram repelir todos os ataques inimigos. Finalmente, em 678, depois de sofrer enormes perdas, o exército do califa recuou e Moáuia aceitou uma oferta de paz. Ele morreu apenas dois anos depois e Constantino IV, agora no auge de sua popularidade, conseguiu derrotar os árabes, tanto por terra, na Lícia, quanto por mar.

### Guerra contra os búlgaros
Com a ameaça árabe debelada, os bizantinos voltaram suas atenções para o ocidente, onde os búlgaros estavam invadindo o território imperial. Em 680, Constantino lançou uma expedição naval para expulsá-los, mas ela fracassou e acabou aumentado a ousadia dos invasores. Incapaz de detê-los pela força, Constantino aceitou um humilhante - mas não desastroso - tratado de paz pelo qual ele concordou em pagar pela "proteção" do rei búlgaro. A maior implicação deste trato foi eliminar a ameaça búlgara pelo resto do reinado de Constantino IV.

### Concílio em Constantinopla

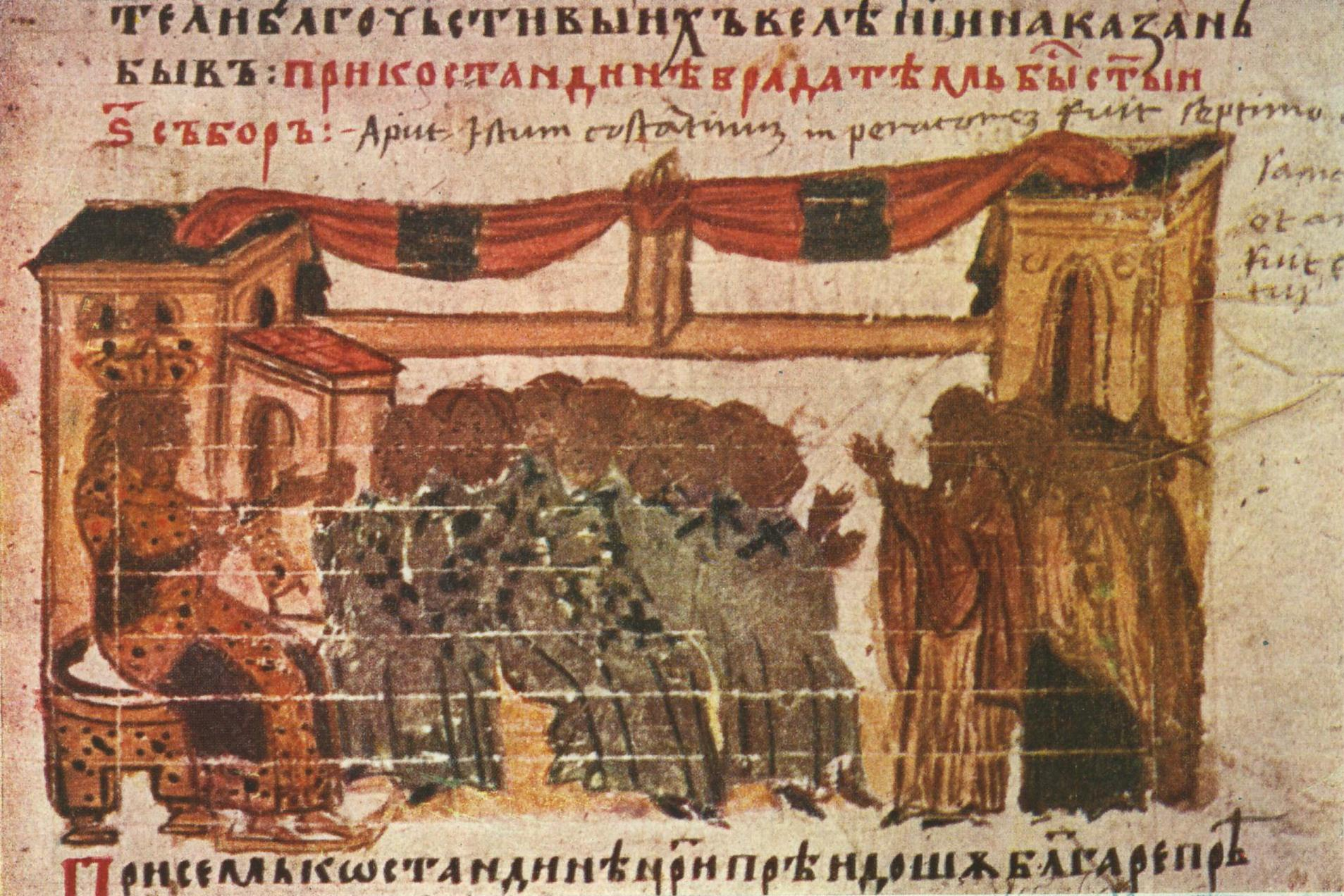
Terceiro Concílio de Constantinopla, em 680.
Iluminura na Crônica de Constantino Manasses.

Constantino IV estava determinado a resolver a controvérsia entre os monotelitas e os calcedonianos de uma vez por todas. Convocando representantes de todos os cantos do mundo cristão para discutir o tema, o concílio se manteve reunido até 681, quando Constantino, que havia presidido a maior parte das reuniões, endossou os resultados quase unânimes. Quatro anos depois, o imperador morreu e sua morte, aos trinta e três anos, privou o império de um excelente imperador que conseguira defender o império de seus inimigos internos e externos.
A esposa de Constantino, Anastácia, deu-lhe um filho chamado Justiniano. O novo imperador tentou forçar uma política externa de conquistas no ocidente como fizera seu antepassado homônimo - um movimento arriscado considerando os poucos recursos à disposição do império.

## Justiniano II

### Vitórias
O começo do reinado de Justiniano II continuou a sequência de vitórias que seu pai vinha conquistando contra os invasores árabes. Através de campanhas na Armênia, Geórgia e mesmo na Síria, ele conseguiu forçar a renovação do tratado de paz firmado por Constantino IV e o califa. Com a ameaça no oriente resolvida, Justiniano também se voltou para o ocidente e enviou uma expedição contra os eslavos entre 688 e 689. Seus sucessos na região foram coroados com sua entrada triunfal em Tessalônica, a segunda maior cidade do império.
Depois deste sucesso inicial, Justiniano iniciou um plano para aumentar o poder do Tema Opsiciano assentando cerca de 250 000 camponeses eslavos na Ásia Menor. Com isso, ele esperava conseguir duas coisas, (i) ampliar a extensão de terras cultivadas na região e (ii) ampliar a base populacional a partir da qual novos soldados pudessem ser alistados. Além disso, o aumento da população nas classes mais baixas alterou o balanço de poder na região, da aristocracia para os camponeses proprietários de terra, que eram a principal fonte de soldados para o exército. Ele conseguiu assim aumentar o poder não somente do império, mas também o seu próprio, uma vez que desde tempos pré-imperiais os plebeus buscavam um campeão que combatesse o poder dos aristocratas.

### Fracassos
Em 691, a guerra contra os árabes reiniciou e Justiniano começou a aumentar os impostos para financiar o conflito. Porém, frente às exigências extorsivas da capital, por volta de 20 000 soldados eslavos desertaram para os árabes - e, com eles, se foi também a Armênia. Enfurecido, Justiniano ordenou o extermínio de todos os eslavos da Bitínia e incontáveis homens, mulheres e crianças foram mortos pela espada na vingança do imperador.
Justiniano então se concentrou nos assuntos religiosos, que há muito haviam se aquietado por causa dos esforços do seu pai. Ele convocou um novo concílio para terminar o trabalho dos concílios ecumênicos anteriores (o quinto e o sexto - e por isso chamado de Concílio Quinissexto) que aprovou diversas questões legislativas triviais, como as penas de excomunhão para "crimes" como cachos no cabelo provocativos ou sedutores, a menção de deuses pagãos (especialmente Baco durante a vindima), a venda de amuletos, a consulta com adivinhos e mesmo a dança. Os eremitas foram proibidos de se dirigirem aos habitantes das cidades ou, se o fizessem, deveriam fazê-lo de uma forma específica. Para piorar a situação, nenhum representante de Roma foi convocado e quando pediram que o papa Sérgio I aprovasse os 102 cânones, ele não apenas se recusou como enviou as milícias de Roma e Ravena contra o exarca Zacarias, que só escapou com vida pela clemência do papa.
Ao saber disso, conta-se que Justiniano teve outro de seus famosos ataques de fúria. Ele já era impopular por isso aos vinte e três e sua "mão pesada" na coleta de impostos, dos pobres e dos ricos, provocava grande ressentimento em seus súditos, especialmente quando ele se utilizava de métodos cruéis de tortura. Não foi surpresa para ninguém quando uma revolta irrompeu entre os aristocratas liderada por um soldado profissional - mas caído em desgraça - chamado Leôncio.

## Intervalo não-dinástico: Leôncio
Leôncio estava preso quando um monge lhe disse que um dia ele ele vestiria o diadema imperial. Este tipo de conversa era perigosa não somente para o monge (que, se descoberto, teria sido cegado ou exilado por traição), mas também para quem participava. Contudo, a previsão ficou na memória de Leôncio e, em 695, já livre, ele começou um golpe relativamente sem planejamento. Felizmente para ele, muitos de seus aliados haviam sido também presos (o que sugere que, talvez, sua unidade toda havia caído em desgraça) e, quando ele marchou até sua antiga prisão para libertá-los, a maioria passou a apoiá-lo.

### Ascensão e queda
Seguindo até Santa Sofia, ele teve a sorte de conseguir o apoio do patriarca Calínico I, cujos recentes insultos ao imperador haviam colocado sua vida em risco e sem alternativas.
Com o apoio fanático do time dos Azuis do Hipódromo, Leôncio e seus homens derrubaram Justiniano II, que teve seu nariz cortado, e o usurpador se declarou basileu.
O reinado de Leôncio foi tão breve quanto fracassado. Os exércitos do Islã estavam novamente em marcha e, desta vez, o Exarcado de Cartago viu-se em sérios problemas. Diversas derrotas anteriores já haviam estabelecido a supremacia árabe na região, mas Leôncio ainda assim resolveu enviar uma expedição militar para a região. Derrotadas, as tropas preferiram aclamar um novo imperador do que enfrentar a fúria de Leôncio e o escolhido foi um germânico chamado Apsimar). Com o apoio do time dos Verdes, rivais dos Azuis aliados de Leôncio, ele chegou ao trono e assumiu o nome de Tibério III.

## Intervalo não dinástico: Tibério III
O reinado de Tibério III foi igualmente curto, mas brilhou um pouco mais por causa de sua vitoriosa campanha contra os árabes e seus exércitos avançaram até a Armênia e a Síria. Contudo, na época (705), ele acabou deposto num golpe militar. Justiniano, que permanecera no exílio por dez anos, voltou. Contudo, o resultado não poderia ser pior.

## Justiniano II (restaurado)

### Exílio
Depois de ter sido deposto por Leôncio, Justiniano escapou para o Grão-Canato Cazar, que o recebeu com honras e onde chegou a se casar com uma irmã do grão-cã. Renomeada Teodora, o casal se assentou em Fanagória, na entrada do mar de Azov, onde podiam acompanhar em segurança os acontecimentos na capital. Contudo, Justiniano foi forçado a agir em 704, quando notícias de que havia uma recompensa pela sua morte o alcançaram. Estes rumores foram confirmados quando um bando de soldados chegaram até a cidade onde ele morava. Percebendo que de fato sua vida corria perigo, ele convidou dois dos oficiais (que ele acreditava serem os assassinos) até sua casa e os matou. Deixando a esposa em segurança com seu cunhado, Justiniano fugiu para Bulgária, o principal adversário do Império Bizantino no ocidente. Lá, ele assegurou um pacto com o rei Tervel que lhe garantia o título de césar se ele o ajudasse a reconquistar o trono bizantino.

### Restauração
Na primavera de 705, Constantinopla se viu cercada por um exército de eslavos e búlgaros liderados por Justiniano. Depois de três dias procurando, seus homens encontraram uma passagem pelas muralhas e conseguiram se infiltrar na cidade. Lá, eles surpreenderam os guardas no Palácio de Blaquerna e rapidamente o dominaram. Temendo por sua vida, Tibério fugiu para a Bitínia enquanto que a população rapidamente se rendeu - a alternativa, um selvagem saque da cidade, era o que desejava o vingativo Justiniano. No dia seguinte, Justiniano recebeu novamente o título de césar e o manto púrpura.
Com o sucesso de seu golpe, Justiniano II mandou buscar sua esposa e começou a acertar as contas com aqueles que lhe haviam traído. Tibério e seu predecessor, Leôncio, foram executados depois de um humilhante desfile pelo Hipódromo. Em seguida, o patriarca Calínico I, cujas ofensas o haviam levado a apoiar Leôncio e às coroações dos dois sucessores dele, foi cegado e exilado em Roma. Em seguida, Justiniano assassinou o irmão de Tibério, Heráclio, que era provavelmente o melhor general do império. Com ele e seus principais assessores mortos, os vizinhos do império não perderam tempo em se aproveitar do enfraquecido exército: Justiniano sofreu pesadas derrotas frente para as tribos bárbaras perto da foz do Danúbio e perdeu a estratégica fortaleza de Tiana na Capadócia.

#### Ravena

Mapa do Império Bizantino no final da dinastia heracliana (717).

Empenhado fazer os outros sofrerem como ele sofreu, Justiniano enviou uma expedição contra o Exarcado de Ravena cujos motivos eludem os historiadores modernos e a loucura pura e simples não pode ser descartada. Ao chegarem na cidade, a expedição, liderada por Teodoro, saqueou a cidade durante um banquete para o qual seus homens convidaram, enganosamente, os oficiais da cidade, que acabaram presos e foram enviados para Constantinopla. Ao chegarem na capital, foram recebidos por Justiniano, que ordenou que fossem todos executados, com exceção do arcebispo, que, porém, sofreu a pena do cegamento e do exílio.
Porém, em Roma os ânimos foram acalmados pelo papa Constantino, o Sírio. As relações entre o papa e o imperador melhoraram muito, com Justiniano beijando-lhe os pés e, posteriormente, enviando uma enorme delegação para encontrá-lo e que contava com o patriarca e seu próprio filho. Chegando em Constantinopla em 711, o papa concordou em aprovar finalmente metade dos 102 cânones do Concílio Quinissexto que ainda estavam pendentes. O resto foi desprezado. Satisfeito, Justiniano enviou o papa de volta para Roma em segurança.

#### Quersoneso
O próximo alvo de Justiniano foi sua antiga cidade de exílio na Crimeia. Lá, seu cunhado, o grão-cã havia invadido o território imperial ao colocar um governador cazar para governar Quersoneso. Ao chegar lá, a expedição enviada pelo imperador imediatamente começou seu trabalho -  muitos cidadãos foram afogados (aparentemente com pesos amarrados ao corpo) e sete foram assados vivos. O tudun, o governador nomeado pelo grão-cã, foi preso e enviado a Constantinopla com 30 outros nobres. Em paralelo, uma tempestade destruiu o exército e a frota imperiais, uma notícia que, diz-se, foi recebida com gargalhadas pelo enlouquecido imperador. Outra frota foi enviada, mas a chegada do exército do grão-cã obrigou Justiniano a considerar uma saída diplomática. Ele decidiu então enviar o tudun de volta com um pedido de desculpas. Os cidadãos de Quersoneso obviamente não receberam bem o pedido depois do que Justiniano havia feito. Quando o tudun morreu no caminho, os cazares sacrificaram 300 soldados para escoltá-lo na vida após a morte.

#### Queda
Depois do fiasco da expedição a Quersoneso, os cidadãos da capital proclamaram um novo homem, Vardanes (um general exilado), como basileu do império. Justiniano novamente se enfureceu e começou a direcionar recursos para formar outra expedição - liderada pelo patriarca Mauro (João VI?) - contra a cidade rebelde, recursos estes muito mais necessários na fronteira com os árabes. Os cazares intervieram e impediram que expedição destruísse mais do que duas torres defensivas antes de obrigá-la a oferecer termos de paz. O patriarca, percebendo que retornar para a capital derrotado seria seu fim, preferiu desertar - com seu exército e a frota que comandava - para o lado de Vardanes, que mudou seu nome para Filípico.
Conforme Filípico marchava em direção à capital, Justiniano marchava em direção à Armênia, uma zona de guerra entre árabes e bizantinos. Ele estava na região da Nicomédia quando foi capturado e morto depois que Filípico foi recebido de braços abertos na capital imperial.
Teodora, a esposa de Justiniano II, escapou para um mosteiro com o filho e co-imperador Tibério. O jovem estava agarrado à Vera Cruz quando um soldado obrigou-o a se soltar. Depois de recolocar respeitosamente a cruz no lugar, ele arrastou o menino para fora da igreja e o assassinou, exterminando assim a linhagem de Heráclio para sempre.